# Fabrizio Viola
Fabrizio Viola (Roma, 19 gennaio 1958) è un banchiere italiano.
Ha ricoperto la carica di amministratore delegato del Monte dei Paschi di Siena dal 2012 al 2016.

## Biografia
Ha conseguito la maturità classica nel 1976 al Liceo Tito Livio. Nel 1981 ha conseguito una laurea in Economia aziendale presso la School of Business and Management dell'Università Bocconi.
Ha lavorato come dirigente per numerose banche popolari tra le quali Banca Popolare di Milano, Banca Popolare di Vicenza, Banca Popolare dell'Emilia Romagna.

## Amministratore delegato del Monte dei Paschi
Entra nel Monte dei Paschi di Siena come direttore generale il 12 gennaio 2012, in sostituzione di Antonio Vigni. Il 3 maggio dello stesso anno, in occasione del primo CdA successivo all'elezione di consigliere da parte dell'Assemblea degli azionisti del 27 aprile, viene nominato Amministratore delegato.
In giugno, in collaborazione con il presidente del CdA Alessandro Profumo, deve fronteggiare la grave crisi dell'istituto con un massiccio programma di licenziamento del personale e di chiusura di numerose filiali. 
Riesce tuttavia ad ottenere dal Governo italiano un'iniezione di liquidità per un importo di 3,4 miliardi tramite i Tremonti bond (anche se tale prestito avviene ad un tasso di interesse assai elevato).
Nel giugno 2014 vara un aumento di capitale di 5 miliardi di euro. Nonostante ciò agli stress test BCE di ottobre la banca viene bocciata. 
Il 6 luglio 2016 il titolo MPS perde in Borsa quasi il 20% del proprio valore a seguito della richiesta della BCE di incrementare il taglio delle sofferenze nette rispetto a quanto stabilito dal piano del 2015 passando da 5,5 a 9,6 miliardi. Viola deve prendere dunque in considerazione l'ipotesi di un nuovo aumento di capitale per far sì che MPS superi i nuovi stress test del 2016.
L'8 settembre 2016, in seguito ad una telefonata del Ministro dell'Economia, ha rassegnato le proprie dimissioni dalla carica di Amministratore delegato della Banca, mantenendo le proprie funzioni fino alla nomina del suo successore e assicurando il proprio supporto per il tempo necessario all'avvicendamento.
Il 20 settembre dello stesso anno il Consiglio d'amministrazione di MPS conferisce ufficialmente l'incarico a Marco Morelli ponendo effettivamente fine al suo mandato.
Inchieste gudiziarie[modifica | modifica wikitesto]
Il 28 aprile 2018, il Gup di Milano ha rinviato Profumo e il manager Fabrizio Viola con le accuse di aggiotaggio e di falso in bilancio per la contabilizzazione a bilancio dei derivati Santorini contratto con Deutsche Bank, e di Alexandria con la giapponese Banca Nomura, anche se la Procura di Milano aveva chiesto il proscioglimento di entrambi il 6 aprile 2018, come già nel settembre 2016

## Banca Popolare di Vicenza e Veneto Banca
Il 6 dicembre 2016 Viola è nominato amministratore delegato della Banca Popolare di Vicenza; nelle stesse ore viene cooptato anche nel consiglio di amministrazione di Veneto Banca, con lo scopo di preparare la fusione dei due istituti bancari in crisi.
Il 23 giugno 2017 la Banca Centrale Europea accerta che la Banca Popolare di Vicenza e Veneto Banca sono in dissesto o a rischio di dissesto. Il 25 giugno 2017 il Governo Gentiloni approva il Decreto-legge n. 99/2017, che dispone la liquidazione coatta amministrativa delle due banche; Viola figura fra i commissari liquidatori di entrambe.

## Inchieste giudiziarie
Il 28 aprile 2018, il Gup di Milano ha rinviato a giudizio Alessandro Profumo e Fabrizio Viola con le accuse di aggiotaggio e di falso in bilancio per la contabilizzazione a bilancio dei derivati Santorini contratto con Deutsche Bank, e di Alexandria con la giapponese Banca Nomura.
Il 15 ottobre 2020 il tribunale di Milano ha condannato in primo grado Profumo e Viola a sei anni di reclusione e al pagamento di una multa di 2,5 milioni di euro ciascuno.
L'11 dicembre 2023, la Corte d'Appello di Milano ha deciso di assolvere Profumo e Viola perché «il fatto non sussiste» dalle accuse di falso in bilancio e aggiotaggio.